# Élections municipales de 2021 dans La Côte-de-Gaspé
Pour un article plus général, voir Élections municipales de 2021 en Gaspésie–Îles-de-la-Madeleine.
Cet article concerne les élections municipales de 2021 en Gaspésie–Îles-de-la-Madeleine dans la municipalité régionale de comté de La Côte-de-Gaspé.

## Cloridorme
|             | Élection (2017)                                                                              | Dissolution (2021)                                                                          | Élection (2021)                                                                              |
| Maire       | Denis Fortin                                                                                 | Michèle Fournier                                                                            | Pierre Martin                                                                                |
| Conseillers | Nathalie Francoeur Marcel Mainville Michèle Fournier Nancy Cloutier Sophie Côté Josée Boulay | Nathalie Francoeur Marcel Mainville Benoît Huet Nancy Cloutier Normand Poirier Josée Boulay | Josette Dupuis Marcel Mainville Michèle Fournier Nancy Cloutier Normand Poirier Josée Boulay |

| Candidats pour la mairie | Vote            | %               |
| ------------------------ | --------------- | --------------- |
| Pierre Martin            | Sans opposition | Sans opposition |

| Candidats district De la Frégate (1) | Vote            | %               |
| ------------------------------------ | --------------- | --------------- |
| Josette Dupuis                       | Sans opposition | Sans opposition |

| Candidats district Des Anses (2) | Vote            | %               |
| -------------------------------- | --------------- | --------------- |
| Marcel Mainville (Sortant)       | Sans opposition | Sans opposition |

| Candidats district Du Havre (3)              | Vote            | %               |
| -------------------------------------------- | --------------- | --------------- |
| Michèle Fournier (Sortante d'un autre poste) | Sans opposition | Sans opposition |

| Candidats district de l'Église (4) | Vote | %     |
| ---------------------------------- | ---- | ----- |
| Nancy Cloutier (Sortante)          | 43   | 66,15 |
| Nathalie Côté                      | 22   | 33,85 |

| Candidats district de St-Yvon Ouest (5) | Vote | %     |
| --------------------------------------- | ---- | ----- |
| Normand Poirier (Sortant)               | 54   | 68,35 |
| Gilles Deschênes                        | 25   | 31,65 |

| Candidats district de la Torpille (6) | Vote | %     |
| ------------------------------------- | ---- | ----- |
| Josée Boulay (Sortante)               | 44   | 61,11 |
| Bernard Coulombe                      | 28   | 38,89 |

- Démission de Marcel Mainville, conseiller #2, avant le 11 octobre 2022[1].

- Démission de Josette Dupuis, conseillère #1, avant le 14 novembre 2022[1].

- Entrée en fonction de Jean-William Ayotte à titre de conseiller #2 vers le 15 décembre 2022[1].

| Candidats district Des Anses (2) | Vote            | %               |
| -------------------------------- | --------------- | --------------- |
| Jean-William Ayotte              | Sans opposition | Sans opposition |

- Démission de Michèle Fournier, conseillère #3, le 4 janvier 2023[2]

- Entrée en fonction de Dany Mainville à titre de conseiller #1 vers le 13 février 2023[2].

| Candidats district De la Frégate (1) | Vote | %   |
| ------------------------------------ | ---- | --- |
| Dany Mainville                       | n/d  | n/d |

- Entrée en fonction de Jean-Louis Clavet à titre de conseiller #3 vers le 13 mars 2023[2].

| Candidats district Du Havre (3) | Vote | %   |
| ------------------------------- | ---- | --- |
| Jean-Louis Clavet               | n/d  | n/d |

- Démission de Pierre Martin, maire, entre le 20 mars et le 8 mai 2023[3]. Normand Poirier, conseiller #5, exerce la fonction de maire suppléant pendant l'intérim[2].

- Élection de Marcel Mainville au poste de maire le 18 juin 2023[4].

| Candidats pour la mairie | Vote | %    |
| ------------------------ | ---- | ---- |
| Marcel Mainville         | 283  | 78,2 |
| Pierre Martin (Sortant)  | 79   | 21,8 |

## Gaspé
|             | Élection (2017)                                                                              | Dissolution (2021)                                                                           | Élection (2021)                                                                                |
| Maire       | Daniel Côté                                                                                  | Daniel Côté                                                                                  | Daniel Côté                                                                                    |
| Conseillers | Carmelle Mathurin Réginald Cotton Nelson O'Connor Marcel Fournier Aline Perry Ghislain Smith | Carmelle Mathurin Réginald Cotton Nelson O'Connor Marcel Fournier Aline Perry Ghislain Smith | Mathieu Denis Jean-Michel Noël Charlie-Maude Giroux Bossé Réal Côté James Keays Ghislain Smith |

| Candidats pour la mairie | Vote            | %               |
| ------------------------ | --------------- | --------------- |
| Daniel Côté (Sortant)    | Sans opposition | Sans opposition |

| Candidats Quartier #1       | Vote | %     |
| --------------------------- | ---- | ----- |
| Mathieu Denis               | 378  | 61,66 |
| Carmelle Mathurin (Sortant) | 235  | 38,34 |

| Candidats Quartier #2 | Vote            | %               |
| --------------------- | --------------- | --------------- |
| Jean-Michel Noël      | Sans opposition | Sans opposition |

| Candidats Quartier #3      | Vote | %     |
| -------------------------- | ---- | ----- |
| Charlie-Maude Giroux Bossé | 411  | 60,62 |
| Nelson O'Connor (Sortant)  | 267  | 39,38 |

| Candidats Quartier #4     | Vote | %     |
| ------------------------- | ---- | ----- |
| Réal Côté                 | 515  | 62,12 |
| Marcel Fournier (Sortant) | 314  | 37,88 |

| Candidats Quartier #5  | Vote | %     |
| ---------------------- | ---- | ----- |
| James Keays            | 546  | 56,82 |
| Aline Perry (Sortante) | 415  | 43,18 |

| Candidats Quartier #6    | Vote | %     |
| ------------------------ | ---- | ----- |
| Ghislain Smith (Sortant) | 540  | 62,43 |
| Pierre Desrosiers        | 325  | 37,57 |

## Grande-Vallée
|             | Élection (2017)                                                                             | Dissolution (2021)                                                                          | Élection (2021)                                                                                |
| Maire       | Noël Richard                                                                                | Noël Richard                                                                                | Noël Richard                                                                                   |
| Conseillers | Pierre Boucher Nelson Fournier Thierry Ratté Éric Côté Michel Bernatchez Berchmans Minville | Pierre Boucher Nelson Fournier Thierry Ratté Éric Côté Michel Bernatchez Berchmans Minville | Karine Fournier Nelson Fournier Thierry Ratté Anne Minville Nathalie Dorion Berchmans Minville |

| Candidats pour la mairie | Vote            | %               |
| ------------------------ | --------------- | --------------- |
| Noël Richard (Sortant)   | Sans opposition | Sans opposition |

| Candidats conseiller #1  | Vote | %     |
| ------------------------ | ---- | ----- |
| Karine Fournier          | 329  | 63,64 |
| Pierre Boucher (Sortant) | 188  | 36,36 |

| Candidats conseiller #2   | Vote            | %               |
| ------------------------- | --------------- | --------------- |
| Nelson Fournier (Sortant) | Sans opposition | Sans opposition |

| Candidats conseiller #3 | Vote            | %               |
| ----------------------- | --------------- | --------------- |
| Thierry Ratté (Sortant) | Sans opposition | Sans opposition |

| Candidats conseiller #4 | Vote | %     |
| ----------------------- | ---- | ----- |
| Anne Minville           | 402  | 76,43 |
| Éric Côté (Sortant)     | 124  | 23,57 |

| Candidats conseiller #5 | Vote | %     |
| ----------------------- | ---- | ----- |
| Nathalie Dorion         | 311  | 59,35 |
| Pauline Roy             | 213  | 40,65 |

| Candidats conseiller #6      | Vote            | %               |
| ---------------------------- | --------------- | --------------- |
| Berchmans Minville (Sortant) | Sans opposition | Sans opposition |

## Murdochville
|             | Élection (2017)                                                                                              | Dissolution (2021)                                                                                        | Élection (2021)                                                                                             |
| Maire       | Délisca Ritchie Roussy                                                                                       | Délisca Ritchie Roussy                                                                                    | Délisca Roussy                                                                                              |
| Conseillers | Martin Pelletier Dawn Eden Pierre-Marie Smith Daniel Fournier Jean-Pierre Chouinard Léonie Ste-Croix Blondin | Martin Pelletier Vacant Pierre-Marie Smith Daniel Fournier Jean-Pierre Chouinard Léonie Ste-Croix Blondin | Mathieu Blanchette Harold Mercier Jean-Philippe Poulin Daniel Fournier Jean-Pierre Chouinard André Minville |

| Taux de participation :                | Taux de participation :                | Taux de participation :                | Taux de participation :                | Taux de participation :                | 69,9 % |
| Nombre de votes valides :              | Nombre de votes valides :              | Nombre de votes valides :              | Nombre de votes valides :              | Nombre de votes valides :              | 344    |
| Nombre de votes rejetées à la mairie : | Nombre de votes rejetées à la mairie : | Nombre de votes rejetées à la mairie : | Nombre de votes rejetées à la mairie : | Nombre de votes rejetées à la mairie : | 6      |
| Nombre d'électeurs inscrits :          | Nombre d'électeurs inscrits :          | Nombre d'électeurs inscrits :          | Nombre d'électeurs inscrits :          | Nombre d'électeurs inscrits :          | 501    |

| Candidats pour la mairie | Vote | %     |
| ------------------------ | ---- | ----- |
| Délisca Roussy (Sortant) | 248  | 72,09 |
| Chantal De Bellefeuille  | 96   | 27,91 |

| Candidats conseiller #1    | Vote | %     |
| -------------------------- | ---- | ----- |
| Mathieu Blanchette         | 200  | 59,35 |
| Martin Pelletier (Sortant) | 137  | 40,65 |

| Candidats conseiller #2 | Vote | %     |
| ----------------------- | ---- | ----- |
| Harold Mercier          | 181  | 52,46 |
| Gilles Bernatchez       | 115  | 33,33 |
| Isabelle Lorange        | 49   | 14,20 |

| Candidats conseiller #3 | Vote | %     |
| ----------------------- | ---- | ----- |
| Jean-Philippe Poulin    | 184  | 53,80 |
| Line Cyr                | 158  | 42,60 |

| Candidats conseiller #4   | Vote | %     |
| ------------------------- | ---- | ----- |
| Daniel Fournier (Sortant) | 210  | 60,69 |
| Frédérique Thibodeau      | 88   | 25,43 |
| Réjean Lord               | 48   | 13,87 |

| Candidats conseiller #5         | Vote            | %               |
| ------------------------------- | --------------- | --------------- |
| Jean-Pierre Chouinard (Sortant) | Sans opposition | Sans opposition |

| Candidats conseiller #6 | Vote | %     |
| ----------------------- | ---- | ----- |
| André Minville          | 196  | 56,65 |
| Logan Devouge           | 150  | 43,35 |

- Démission de Jean-Philippe Poulin, conseiller #3, annoncé lors de la séance du 11 juillet 2022[5].

- Élection de Gilles Bernatchez au poste de conseiller #3 le 6 novembre 2022[6].

| Candidats conseiller #3 | Vote      | %     |
| ----------------------- | --------- | ----- |
| Gilles Bernatchez       | 104       | 70,75 |
| Gino Boucher            | 43        | 29,25 |
| Bulletins rejetés       | 0         |       |
| Taux de participation   | 147 / 483 | 30,43 |

## Petite-Vallée
|             | Élection (2017)                                                                                 | Dissolution (2021)                                                                              | Élection (2021)                                                                                   |
| Maire       | Noël-Marie Clavet                                                                               | Noël-Marie Clavet                                                                               | Mélanie Clavet                                                                                    |
| Conseillers | Paul-André Clavet Monika Tait Dany Brousseau André Coulombe Mélanie Clavet Marie-Claude Richard | Paul-André Clavet Monika Tait Dany Brousseau André Coulombe Mélanie Clavet Marie-Claude Richard | Paul-André Clavet Monika Tait Aucune candidature André Coulombe Jovette Côté Marie-Claude Richard |

| Candidats pour la mairie  | Vote            | %               |
| ------------------------- | --------------- | --------------- |
| Mélanie Clavet (Sortante) | Sans opposition | Sans opposition |

| Candidats conseiller #1     | Vote            | %               |
| --------------------------- | --------------- | --------------- |
| Paul-André Clavet (Sortant) | Sans opposition | Sans opposition |

| Candidats conseiller #2 | Vote            | %               |
| ----------------------- | --------------- | --------------- |
| Monika Tait (Sortante)  | Sans opposition | Sans opposition |

| Candidats conseiller #3 | Vote | % |
| ----------------------- | ---- | - |
| Aucune candidature      |      |   |

| Candidats conseiller #4  | Vote            | %               |
| ------------------------ | --------------- | --------------- |
| André Coulombe (Sortant) | Sans opposition | Sans opposition |

| Candidats conseiller #5 | Vote            | %               |
| ----------------------- | --------------- | --------------- |
| Jovette Côté            | Sans opposition | Sans opposition |

| Candidats conseiller #6         | Vote            | %               |
| ------------------------------- | --------------- | --------------- |
| Marie-Claude Richard (Sortante) | Sans opposition | Sans opposition |

- Démission de la mairesse Mélanie Clavet en mars 2023.
- Élection par acclamation de Monika Tait le 19 mai 2023[7]